# Tapacura mexicana
Tapacura mexicana är en tvåvingeart som beskrevs av Guilherme A.M.Lopes 1988. Tapacura mexicana ingår i släktet Tapacura och familjen köttflugor. Inga underarter finns listade i Catalogue of Life.